# 彰化縣立圖書館
彰化縣立圖書館為彰化縣政府成立的縣立公共圖書館，現隸屬於彰化縣政府文化局。由建築師漢寶德教授設計，1983年（民國72年）竣工落成。

## 分館
| 行政區 | 館舍名稱       | 所在地址                          | 備註  |
| ------ | -------------- | --------------------------------- | ----- |
| 彰化市 | 彰化縣立圖書館 | 中山路二段500號                   |       |
| 彰化市 | 彰化市立圖書館 | 彰化市卦山路四號                  | [ 2 ] |
| 芬園鄉 | 芬園鄉立圖書館 | 社口村彰南路四段25號              |       |
| 花壇鄉 | 花壇鄉立圖書館 | 中正路72號                        |       |
| 鹿港鎮 | 鹿港鎮立圖書館 | 洛津里公園一路83號                |       |
| 秀水鄉 | 秀水鄉立圖書館 | 安東村中山路290號三樓             |       |
| 福興鄉 | 福興鄉立圖書館 | 橋頭村彰鹿路7段495號              |       |
| 和美鎮 | 和美鎮立圖書館 | 道周路346號                       |       |
| 伸港鄉 | 伸港鄉立圖書館 | 中正路89號                        |       |
| 線西鄉 | 線西鄉立圖書館 | 寓埔村和線路980號                 |       |
| 線西鄉 | 線西鄉立圖書館 | 寓埔村和線路980號                 |       |
| 員林市 | 員林市立圖書館 | (一館)三民街2-1號（市公所東側）   |       |
| 員林市 | 員林市立圖書館 | (二館)三民街8巷12號（市公所後方） |       |
| 大村鄉 | 大村鄉立圖書館 | 慶安路429巷25號                   |       |
| 永靖鄉 | 永靖鄉立圖書館 | 永東村永安街86號                  |       |
| 溪湖鎮 | 溪湖鎮立圖書館 | 太平街147號                       |       |
| 埔心鄉 | 埔心鄉立圖書館 | 義民村員鹿路二段328號             |       |
| 埔鹽鄉 | 埔鹽鄉立圖書館 | 好修村員鹿路2段60號               |       |
| 田中鎮 | 田中鎮立圖書館 | 中路里中新路229號                 |       |
| 社頭鄉 | 社頭鄉立圖書館 | 信義三路55號                      |       |
| 二水鄉 | 二水鄉立圖書館 | 聖化村溪邊巷72號                  |       |
| 北斗鎮 | 北斗鎮立圖書館 | 光復路363號                       |       |
| 田尾鄉 | 田尾鄉立圖書館 | 饒平村公所路185號                 |       |
| 埤頭鄉 | 埤頭鄉立圖書館 | 合興村文鄉路135號                 |       |
| 溪州鄉 | 溪州鄉立圖書館 | 溪下路四段556號                   |       |
| 二林鎮 | 二林鎮立圖書館 | 斗苑路四段626號                   |       |
| 竹塘鄉 | 竹塘鄉立圖書館 | 竹林路一段305號                   |       |
| 芳苑鄉 | 芳苑鄉立圖書館 | 斗苑路芳苑段206號                 |       |
| 大城鄉 | 大城鄉立圖書館 | 東城村中平路163號                 |       |

## 外部連結
- 彰化縣立圖書館 （页面存档备份，存于）
- 彰化縣立圖書館-26鄉鎮市立圖書館 （页面存档备份，存于）